# Stadion im. Jeorjosa Karaiskakisa
Stadion im. Jeorjosa Karaiskakisa – stadion piłkarski zlokalizowany w rejonie Neo Faliro w Pireusie (Grecja). Stadion został nazwany na cześć Jeorjosa Karaiskakisa – bohatera walki Grecji o niepodległość.
Na obiekcie mogącym pomieścić 33 296 widzów swoje mecze rozgrywa klub Olympiakos SFP oraz reprezentacja Grecji w piłce nożnej. Pierwotnie stadion posiadał bieżnię lekkoatletyczną, która została wykorzystana m.in. podczas mistrzostw Europy w 1969.

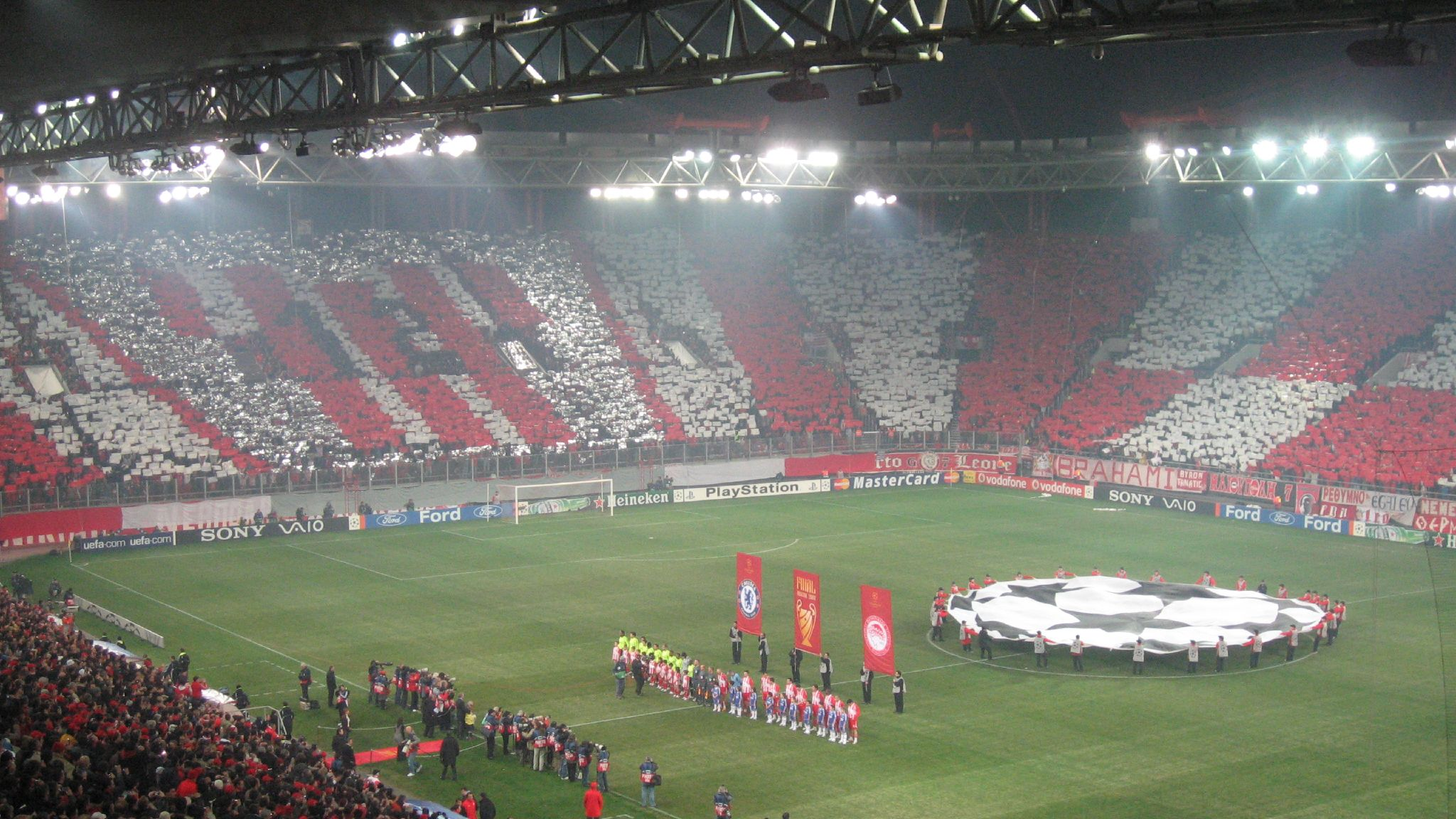
Mecz Ligi Mistrzów w 2008 między Olympiacosem a Chelsea